# Confederación Benedictina
La Confederación Benedictina (en latín: Confœderatio Benedictina Ordinis Sancti Benedicti) es el cuerpo internacional de gobierno de la Orden de San Benito.

## Origen
Es una unión de las congregaciones monásticas que conservaron su propia autonomía. Fue establecida por el papa León XIII en su breve Summum semper del 12 de julio de 1893, y subsecuentemente aprobada por sus sucesores. El papa Pío XII ordenó explícitamente esta unión para ser regulada por una Lex Propia, la cual fue revisada después del Concilio Vaticano II.

## Historia

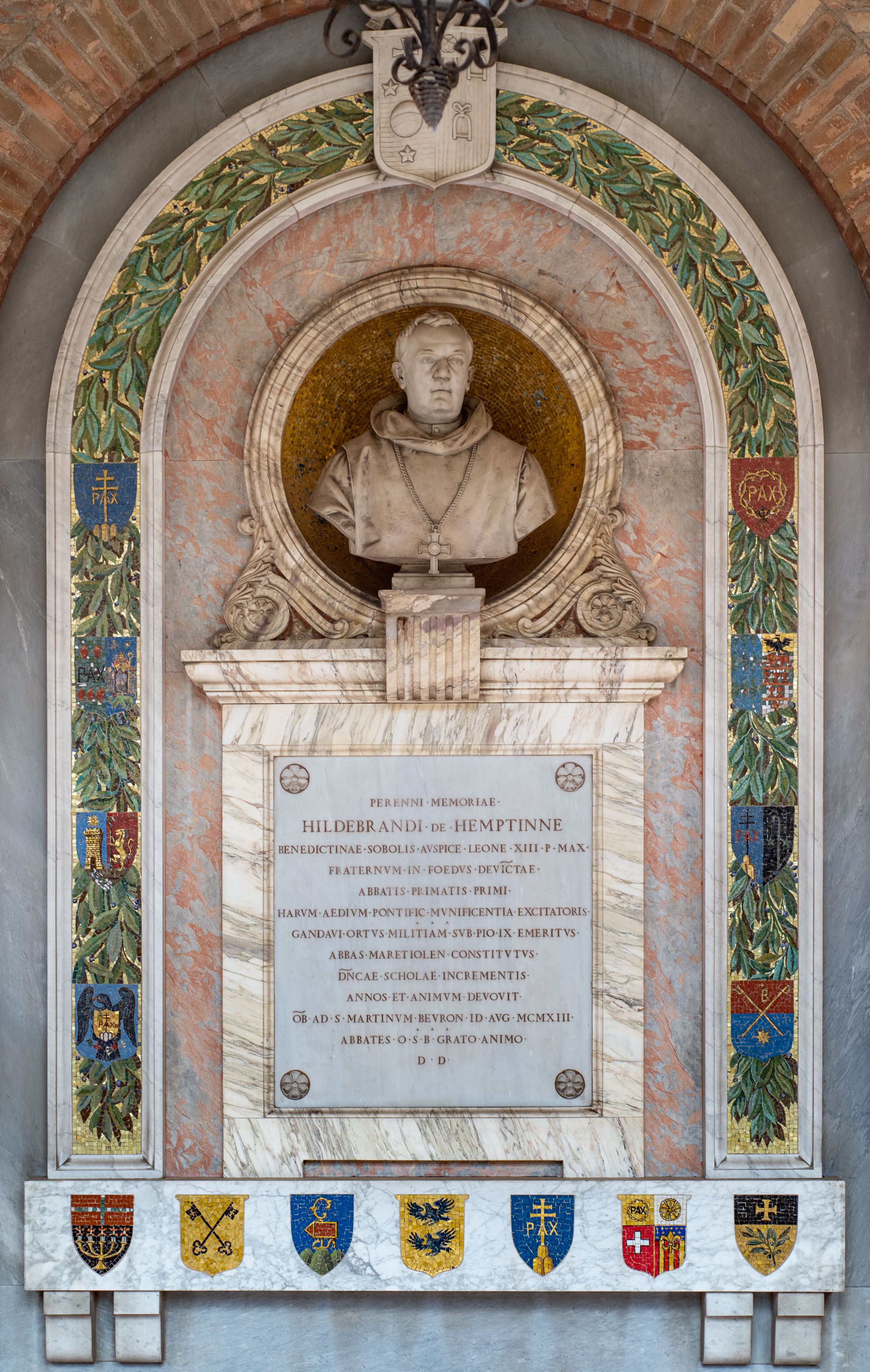
Monumento dedicado a Ildebrando de Hemptinne, en Roma, el primer abad primado de la Orden de San Benito y la Confederación Benedictina

Muchas casas benedictinas están libremente afiliadas en 19 congregaciones nacionales o supranacionales. Cada una de estas congregaciones elige a su abad presidente. Estos presidentes se reúnen anualmente en el Sínodo de presidentes. Además hay un encuentro cada cuatro años, llamado Congreso de abades, el cual está formado por todos los abades y priores conventuales, tanto los pertenecientes a los monasterios miembros de las congregaciones como los que no pertenecen a ellas. El Congreso de abades elige al abad primado, quien servirá por un cuatrienio como cabeza representativa y administrativa de la Confederación, aunque sin jurisdicción directa sobre las congregaciones individuales.
La Confederación tiene su sede en la abadía de San Anselmo en Roma, que es la sede del abad primado y centro de reunión del cuatrienal Congreso de abades. San Anselmo es además la sede del Benedictino Pontificio Ateneo de San Anselmo.
Las comunidades de monjas y hermanas religiosas benedictinas están reunidas en 61 congregaciones y federaciones asociadas con la Confederación, aunque no son miembros de pleno derecho. En noviembre de 2001 después del proceso de consulta con todos los monasterios femeninos alrededor del mundo se decidió usar el nombre Communio Internationalis Benedictinarum (CIB) para designar a todas las comunidades de mujeres benedictinas reconocidas por el abad primado y que figuran en el Catalogus Monasteriorum O.S.B.
El primer intento de agrupar los monasterios benedictinos en una congregación nacional se realizó en el IV Concilio de Letrán en 1215. Solo la congregación inglesa sobrevivió de este temprano intento de centralización, e incluso esta congregación fue fundada en el siglo XVII a pesar de que se le dio continuidad jurídica con la medieval Congregación Inglesa por la bula papal “Plantata” de 1633. La Primacía de Honor recae en la Congregación Casinense –Subiaco, ya que esta congregación incluye la Abadía del Monte Cassino, donde san Benito escribió su Regla y fue sepultado (aunque la abadía de Fleury reclama albergar los restos del fundador). Fundado en 1872, la Congregación tiene su origen en la Congregación de la Abadía de Santa Justina, fundada en Padua en 1408 por el abad Ludovico Barbo.
Los benedictinos sufrieron mucho en la atmósfera anticlerical en tiempos de Napoleón y la moderna congregación estaba recientemente fundada en el siglo XIX cuando el monacato revivió. La mayoría son esencialmente grupos nacionales, aunque la Congregación de Subiaco (originalmente la Congregación Casinense de la Primitiva Observancia) ha sido desde el primer momento internacional por los intereses en las misiones exteriores.
Desde el tiempo de la Reforma, ha habido comunidades benedictinas independientes entre los protestantes (especialmente los benedictinos anglicanos) las cuales mantienen relaciones amistosas con la Confederación Benedictina, aunque formalmente no están vinculadas con ella y con ninguna congregación.
A lo largo de la confederación benedictina y sus subdivisiones, la independencia y autonomía de las comunidades se valoran de forma única; tanto que el papa Pío XI se quejaba que la confederación fuera solo nominal “una orden sin fin”. La unidad básica siempre ha sido la abadía, antes que la congregación. Esto explica por qué algunas casas (ej.: Monte Cassino, Subiaco, San Pablo Extramuros, Montserrat y Pannonhalma) tienen una historia ininterrumpida de más de mil años, mientras que las congregaciones a las que pertenecen son más recientes.
Este equilibrio entre autonomía y pertenencia es uno de los rasgos distintivos de la Confederación Benedictina, y trae consigo puntos fuertes y débiles. Una consecuencia inmediata es que hay una gran diversidad de formas de observancia, incluso entre casas de la misma congregación, lo que se verifica en la liturgia, en los horarios, en asuntos pastorales y hasta en el hábito.

## Congregaciones de monjes benedictinos
La Confederación Benedictina consta de diecinueve congregaciones en el orden dado en el Catalogus Monasteriorum OSB, que se basa en las fechas de fundación de esas congregaciones. La primacía de honor es llevada por la Congregación Casinense, pues el Monte Cassino fue la abadía original de san Benito. Le sigue la Congregación Inglesa al ser la más antigua. Más antiguas aún fueron la Congregación Camaldulense y la Congregación Silvestrina, pero se sumaron a la Confederación en la mitad del siglo XX. La Confederación consta de las siguientes congregaciones:
1. Congregación benedictina sublacense-casinense (1872)
2. Congregación benedictina inglesa (1336)
3. Congregación benedictina húngara (1514)
4. Congregación benedictina suiza (1602)
5. Congregación benedictina austriaca (1625)
6. Congregación benedictina de Baviera (1684)
7. Congregación benedictina brasileña (1827)
8. Congregación benedictina de Solesmes (1837)
9. Congregación benedictina americano-casinense (1855)
10. Congregación benedictina beuronense (1873)
11. Congregación benedictina helvético-Americana (1881)
12. Congregación benedictina misionera de Santa Odilia (1884)
13. Congregación benedictina de la Anunciación (1920)
14. Congregación benedictina eslava de San Adalberto (1945)
15. Congregación benedictina del Monte Oliveto (1319)
16. Congregación benedictina camaldulense (980)
17. Congregación benedictina de Vallombrosa (1036)
18. Congregación benedictina silvestrina (1231)
19. Congregación benedictina del Cono Sur (1976)

- Asociadas
  - Eremitas Camaldulenses de Monte Corona (1529)

## Lista de los abades primados de la Confederación Benedictina
- 1893-1913: Hildebrand de Hemptinne
- 1913-1947: Fidelis von Stotzingen
- 1947-1959: Bernhard Kaelin
- 1959-1967: Benno Gut
- 1967-1977: Rembert Weaklan
- 1977-1992: Victor Dammertz
- 1992-1995: Jerome Theisen
- 1996-2000: Marcel Rooney
- 2000-2016: Notker Wolf
- 2016- 2024: Gregory Polan
- 2024-actualidad: Jeremias Schröder